# Curva de Hubbert
A curva de Hubbert é uma aproximação da taxa de produção de um recurso ao longo do tempo. É uma curva de distribuição logística simétrica, frequentemente confundida com a função gaussiana "normal". Apareceu pela primeira vez em "Nuclear Energy and the Fossil Fuels", apresentação do geólogo M. King Hubbert em 1956 ao Instituto Americano de Petróleo, como uma curva simétrica idealizada, durante a sua gestão na Shell Oil Company. Ganhou um alto grau de popularidade na comunidade científica por prever o esgotamento de vários recursos naturais. A curva é o principal componente da teoria do pico de Hubbert, que levou ao aumento das preocupações com o pico do petróleo. Baseando os seus cálculos no pico da descoberta de poços de petróleo em 1948, Hubbert usou o seu modelo em 1956 para criar uma curva que previa que a produção de petróleo nos Estados Unidos contíguos atingiria o pico por volta de 1970.

## Forma

Gráfico da curva de Hubbert.

A curva de Hubbert prototípica é uma função de densidade de probabilidade de uma curva de distribuição logística. Não é uma função gaussiana (que é usada para traçar distribuições normais), mas as duas têm uma aparência semelhante. A densidade de uma curva de Hubbert aproxima-se de zero mais lentamente do que uma função gaussiana:
{\displaystyle x={e^{-t} \over (1+e^{-t})^{2}}={1 \over 2+2\cosh t}={1 \over 4}\operatorname {sech} ^{2}{t \over 2}.}
O gráfico de uma curva de Hubbert consiste em três elementos principais:
1. um aumento gradual da produção zero de recursos que depois aumenta rapidamente
2. um "pico de Hubbert", representando o nível máximo de produção
3. uma queda do pico que então se segue a um declínio acentuado da produção.

O formato real de um gráfico de tendências de produção no mundo real é determinado por vários fatores, como o desenvolvimento de técnicas de produção aprimoradas, a disponibilidade de recursos concorrentes e regulamentações governamentais sobre produção ou consumo. Devido a estes fatores, as curvas de Hubbert do mundo real geralmente não são simétricas.

## Aplicação

### Pico do petróleo
Usando a curva, Hubbert modelou a taxa de produção de petróleo para diversas regiões, determinada pela taxa de descoberta de novos poços de petróleo, e extrapolou uma curva de produção mundial. A relativa inclinação do declínio nesta projeção é a principal preocupação nas discussões sobre o pico do petróleo. Isto ocorre porque uma queda acentuada na produção implica que a produção global de petróleo diminuirá tão rapidamente que o mundo não terá tempo suficiente para desenvolver fontes de energia para substituir a energia atualmente usada do petróleo, o que pode levar a impactos sociais e económicos drásticos.

### Outros recursos
Os modelos de Hubbert têm sido usados para prever as tendências de produção de vários recursos, como gás natural (a tentativa de Hubbert no final da década de 1970 resultou numa previsão imprecisa de que a produção de gás natural cairia drasticamente na década de 1980), carvão, materiais fissionáveis, hélio, metais de transição (como cobre) e água. Pelo menos um investigador tentou criar uma curva de Hubbert para a indústria baleeira e o caviar, enquanto outro a aplicou ao bacalhau.

## Crítica
Após o pico previsto da produção de petróleo nos EUA no início da década de 1970, a produção declinou ao longo dos 35 anos seguintes, num padrão muito próximo da curva de Hubbert. No entanto, novos métodos de extração começaram a reverter essa tendência a partir de meados da década de 2000, com a produção atingindo 10,07 milhões de b/d em novembro de 2017 — o maior nível mensal de produção de petróleo bruto na história dos EUA. Como tal, a curva de Hubbert tem de ser calculada separadamente para diferentes províncias petrolíferas, cuja exploração começou num momento diferente, e para o petróleo extraído por novas técnicas, por vezes chamadas de petróleo não convencional, resultando em ciclos de Hubbert individuais. A Curva de Hubbert para a produção de petróleo dos EUA é geralmente medida em anos.